# Nauyan Islands
Nauyan Islands är öar i Kanada.   De ligger i territoriet Nunavut, i den centrala delen av landet, 3 300 km nordväst om huvudstaden Ottawa.